# الحرب الأهلية السلفادورية
الحرب الأهلية السلفادورية هي صراع مسلح استمر اثني عشر عامًا في السلفادور، بين الحكومة العسكرية السلفادورية المدعومة من الولايات المتحدة، وجبهة فارابوندو مارتي للتحرير الوطني (FMLN)، وهي ائتلاف من خمسة جماعات يسارية المدعومة من كوبا بقيادة فيدل كاسترو وكذلك الاتحاد السوفيتي.
في يناير 1980، توحدت المنظمات السياسية اليسارية لتشكيل الكتلة الشعبية الثورية بعد أشهر قليلة، اتحدت الجماعات المسلحة اليسارية في تنظيم موحد تحت اسم المديرية الثورية الموحدة، وقد تم إعادة تسمية الجماعة باسم جبهة فارابوندو مارتي للتحرير الوطني بعد اندماجها مع الحزب الشيوعي السلفادوري في أكتوبر 1980، بدأت شرارة الصراع بعد الانقلاب العسكري في 15 أكتوبر 1979 مع عمليات قتل للمتظاهرين ضد الانقلاب من قبل الحكومة فضلاً عن إفشال إضراب المتظاهرين من قبل مقاتلي الجيش، وينظر على نطاق واسع أن هذا هو نقطة تحول السلفادور نحو الحرب الأهلية. انزلق الصراع إلى ممارسة عنف شديدة من كلا الجانبين، كما اشتملت على إرهاب واستهداف متعمد للمدنيين من قبل فرق الموت، وتجنيد الأطفال، وانتهاكات أخرى لحقوق الإنسان، وكان معظمها من قبل الجيش؛ لا يعرف عدد الناس الذين اختفوا خلال الصراع، وكشفت تقارير الأمم المتحدة أنه قتل أكثر من 75,000 في النزاع، وقد ساهمت الولايات المتحدة في الصراع من خلال توفير كميات كبيرة من المساعدات العسكرية لحكومة السلفادور خلال إدارة كل من جيمي كارتر، ورونالد ريغان.
ولم تنته الحرب رسميًا إلا بعد انهيار الاتحاد السوفيتي، وفي عام 1990، بدأت مفاوضات السلام برعاية الأمم المتحدة حتى 16 يناير 1992، حيث تم توقيع اتفاق تشابولتيبيك للسلام في قلعة تشابولتيبيك بالمكسيك لينتهي الصراع. وفقًا لتقارير لجنة الحقيقة التابعة للأمم المتحدة، فإن فرق الموت الموالية للحكومة والشرطة والجيش السلفادوريين مسؤولة عن 85٪ من أعمال العنف التي ارتكبت خلال الحرب الأهلية ومقاتلي جبهة فارابوندو مارتي للتحرير الوطني في 5٪.

## الخلفية التاريخية

كارلوس أومبرتو روميرو، الجنرال والرئيس السابق للسلفادور من 1977 إلى 1979. تميزت رئاسته بازدياد الاضطرابات المدنية والقمع الحكومي.

السلفادور هو أصغر بلد في أمريكا الوسطى بعد بليز، كما هو الحال في العديد من دول أمريكا اللاتينية؛ اتسم تاريخ السلفادور بعدم المساواة الاجتماعية والاقتصادية،
 وفي أواخر القرن 19، أصبحت محاصيل القهوة مصدر النقد الرئيسي للسلفادور، وجلبت ما يقرب من 95% من دخل البلاد. ومع ذلك، كان يقتصر هذا الدخل على 2% فقط من سكان السلفادور، وساهم هذا بشكل كبير في تقسيم الناس إلى نخبة صغيرة قوية وأغلبية كبيرة فقيرة،
نمت التوترات الاجتماعية والاقتصادية في عقد 1920، وأصبحت تتفاقم يوما بعد يوم مع انخفاض أسعار البن في أعقاب انهيار سوق الأسهم ابتداء من سنة 1929، وفي 1932، قاد الحزب الاشتراكي لأمريكا الوسطى انتفاضة للفلاحين والسكان الأصليين ضد الحكومة، وقمعت الحكومة بوحشية ذلك في ما أصبح يعرف باسم مذبحة الفلاحين السلفادوريين 1932 أو ببساطة بالإسبانية «لا ماتانزا» (المذبحة) في أوساط المجتمع السلفادوري، حيث قتل الجيش ما بين 10,000 و40،000 من الهنود، كان قد اعتقل فارابوندو مارتي زعيم الانتفاضة في نهاية المطاف، ونفذ فيه حكم الإعدام من قبل الحرس الوطني، وسيطر الجيش بعد ذلك على أنحاء البلاد، وعملت لا ماتانزا أيضاً على تعزيز مشاعر عدم الثقة والعداء بين السكان نحو الحكومة، وقل حب النخبة السلفادورية القوية للجيش.
في 14 يوليو 1969، اندلع نزاع مسلح بين السلفادور وهندوراس بسبب النزاعات الناجمة عن هجرة الهندوراسيين إلى الأراضي السلفادورية وقوانين الإصلاح الزراعي. استمر الصراع (المعروف باسم حرب كرة القدم) لأربعة أيام فقط، لكن آثارها كان طويلة الأجل على المجتمع السلفادوري، فقد تعطلت التجارة بين السلفادور وهندوراس، مما تسبب في ضرر اقتصادي هائل على كلا البلدين، وشرد ما يقدر بنحو 300,000 من السلفادوريين بسبب الحرب، والعديد منهم نفيوا من هندوراس، وفي كثير من الحالات، لم تتمكن الحكومة السلفادورية من تلبية احتياجاتهم، وأيضاً عززت حرب كرة القدم قوة الجيش في السلفادور، مما أدى إلى زيادة معدلات انتشار الفساد بالبلاد، وفي السنوات التالية للحرب، زادت الحكومة من الإنفاق العسكري وتوسعت مشتريات الأسلحة من مصادر مثل إسرائيل، والبرازيل، وألمانيا الغربية، والولايات المتحدة، في محاولة لتحديث الجيش السلفادوري.
أدت أزمة النفط عام 1973 إلى ارتفاع أسعار المواد الغذائية وانخفض الإنتاج الزراعي، هذا بالإضافة إلى عدم المساواة الاجتماعية والاقتصادية في البلاد؛ مما أدى إلى زيادة الاضطرابات، وفي رد على ذلك: سن الرئيس أرتورو أرماندو مولينا سلسلة من تدابير الإصلاح الزراعي، والتي تدعو إلى حيازاتٍ كبيرةٍ للأراضي وإعادة توزيعها بين السكان الفلاحين، وقد فشلت إصلاحات الرئيس بفضل المعارضة؛ مما ساهم في تعزيز انتشار سخط على الحكومة.
وفي 20 فبراير 1977، هزم الجنرال كارلوس أومبرتو روميرو؛ الذي مثل حزب الوفاق الوطني، حزب الاتحاد الوطني المعارض في انتخابات شابها احتيال واضح وترويع للناخبين من قبل القوات شبه العسكرية التي ترعاها الحكومة مثل المنظمة الوطنية الديمقراطية التي استعملت المناجل لتخويف الناخبين، وتميزت الفترة ما بين الانتخابات والتعيين الرسمي للرئيس روميرو في 1 يوليو 1977 باحتجاجات ضخمة من حركة شعبية، والتي تم إنشاءها بفعل قمع الدولة، وفي 28 فبراير 1977، تجمع حشد من السياسيين في تظاهرة في وسط العاصمة سان سلفادور احتجاجا على تزوير الانتخابات، وصلت قوات الأمن إلى المكان وفتحت النار، مما أدى إلى وقوع مجزرة هناك بما أن هم قتلوا المتظاهرين والمارة على حد سواء دون تمييز. تشير التقديرات أن عدد المدنيين الذين تلوا هو ما بين 200 و1500 شخص، وقد ألقى الرئيس مولينا اللوم في الاحتجاجات على «شيوعيين خارجيين»، على الرغم من أن أعضاء حزب الاتحاد الوطني المعارض هم داخل البلاد.
تم إعلان السلفادور كدولة محاصرة بسبب القمع المستمر بعد تنصيب الرئيس روميرو مع حكومته الجديدة، وعلّقت الحريات المدنية، وفي الريف تم تنظيم الزراعة من قبل نخبة ممولة من فرق الموت شبه العسكرية السلفادورية سيئة السمعة، مثل قوات ريغالادو المسلحة بقيادة هيكتور ريغالادو، وتألفت فرق الموت في البداية من المدنيين وكان لها إدارة ذاتية بعيدة عن الجيش السلفادوري، لكن سرعان ما استولت عليها وكالة الاستخبارات العسكرية السلفادورية، بقيادة روبرتو دوبويسون، الذي أصبح جزء حاسما في أعمال الدولة القمعية، حيث قتل الآلاف من زعماء النقابات، والنشطاء، والطلاب، والمعلمين الذين يشتبه أنهم متعاطفين مع اليسار. سوكورو خوريدكو كريستيانو (المساعد القانوني المسيحي، والمساعد القانوني في مكتب رئيس الأساقفة والشخصية السلفادورية الرائدة في جماعات حقوق الإنسان في ذلك الوقت)، وثق عمليات قتل لما يصل إلى 687 مدني من قبل القوات الحكومية في عام 1978، وفي عام 1979، كشفت وثائق أخرى له عن زيادة في عمليات القتل إلى 1796 حالة، وقد دفع القمع العديد من الذين في الكنيسة الكاثوليكية إلى الانسحاب من الحكومة، فردت هذه الأخيرة بقمع رجال الدين.

## الانقلاب العسكري، القمع والعصيان المسلح: 1979–1981
مع كل هذه التوترات المتصاعدة، أصبحت البلاد على وشك الدخول في دوامة تمرد مسلح، واندلعت الحرب الأهلية في السلفادور في 15 أكتوبر 1979، عندما قامت المنظمة المدنية العسكرية المسماة المجلس العسكري الحكومي الثوري (JRG) بخلع الرئيس الجنرال كارلوس أومبرتو روميرو في انقلاب عسكري. نظرت الولايات المتحدة للانقلاب على أنه شيء جيد، بالنظر إلى الإطاحة بنظام سوموزا في الآونة الأخيرة في نيكاراغوا، وتبنى المجلس العسكري عدداً كبيراً من العروض العسكرية والمساعدات الاقتصادية، بما في ذلك ستة رجال على شكل فريق تدريب متنقل (MTT) في نوفمبر تشرين الثاني 1979 و5،7 ملايين دولار أمريكي كمساعدات عسكرية في 1980، من أجل منع بأي ثمن إنشاء «نيكاراغوا أخرى».
تحت ضغط من الجيش، استقال كل الأعضاء المدنيين الثلاثة في المجلس العسكري في 3 يناير 1980، جنبا إلى جنب مع 10 من أصل 11 وزيرا من وزراء الحكومة، وفي 22 يناير 1980، هاجم الحرس الوطني السلفادوري مظاهرة سلمية ضخمة مما أسفر عن مقتل ما يصل إلى 50 شخصا وإصابة المئات، وفي 6 فبراير من نفس العام، أبلغ سفير الولايات المتحدة فرانك ديفين وزارة الخارجية أن اليمين المتطرف أعاد تسليح نفسه وأنه على استعداد للمواجهة في أي حال، وأنه سوف يتحالف مع الجيش.
سن المجلس العسكري الحكومي الثوري برنامجا لإصلاح الأراضي في السلفادور، حيث قيدت حيازات الأراضي إلى مائة هكتار كحد أقصى، تأميم المصارف وصناعات القهوة والسكر، واتخاد قرار إجراء الانتخابات في فبراير 1982، وقام أيضا بحل القوات شبه العسكرية خاصة فرق الموت مثل المنظمة الوطنية الديمقراطية في 6 نوفمبر 1979.
ومع ذلك، فقد قوبل برنامج إصلاح الأراضي بالعداء من النخب العسكرية والاقتصادية السلفادورية الذين سعوا إلى تخريب العملية في أقرب وقت؛ بناء على معرفة نية الحكومة في توزيع الأراضي على الفلاحين وتنظيم التعاونيات، بدأ أصحاب الأراضي الغنية السلفادورية قتل الثروة الحيوانية وتحريك قيمة المعدات الزراعية عبر الحدود إلى غواتيمالا، حيث أرادت العديد مثل هذه الأسر المزيد من الحيازات على للأراضي، بالإضافة إلى ذلك: ترافق الإصلاح الزراعي مع زيادة في عمليات القتل الجماعي للفلاحين والقادة المتعاونين معهم من قبل الجيش السلفادوري وأجهزة الأمن، وقد أعدم العديد من القادة المتعاونين في الريف بإجراءات موجزة من قبل القوات السلفادورية في وقت قريب بعد انتخابهم، كما كشفت وثائق سوكورو خوريدسيو عن قفزة في عدد عمليات القتل التي ترعاها الحكومة من 234 حالة في فبراير شباط 1980 إلى 487 حالة في الشهر الموالي.
وفي فبراير 1980، نشر رئيس الأساقفة أوسكار روميرو رسالة مفتوحة للرئيس جيمي كارتر؛ حيث ناشد فيها تعليق برنامج المساعدات العسكرية الجارية التابع للولايات المتحدة للنظام السلفادوري، وقد قال لكارتر أن السلطة السياسية هي في أيدي القوات المسلحة، وهم يعرفون فقط كيفية قمع الشعب للدفاع عن مصالح الأقلية الحاكمة السلفادورية. حذر روميرو من أن دعم الولايات المتحدة من شأنه أن فقط أن يزيد الظلم والقمع ضد المنظمات الإنسانية التي مرارا تكافح من أجل كسب احترام حقوق الإنسان الأساسية، وفي 24 مارس 1980، اغتيل رئيس الأساقفة في احتفال، وفي اليوم التالي دعا الجنود السلفادوريين أعضاء قوات الأمن إلى عدم اتباع أوامر قتل المدنيين السلفادوريين، وصرح الرئيس الأمريكي أن هذا كان «صدمة غير معقولة». وبعد أسبوع من جنازته التي ترعاها الحكومة، قام القناصة في القصر الوطني كخيراردو باريوس بلازا بإطلاق النار على اثنين من المشيعين.
وفي 7 مايو 1980، اعتقل ماجور الجيش السابق روبرتو دوبويسون مع مجموعة من المدنيين والجنود في مزرعة، وعثر المهاجمون على وثائق تكشف عن ارتباط مدنيين وشخصيات أخرى بفرق الموت التي قتلت رئيس الأساقفة روميرو، وبتدبير انقلاب ضد المجلس العسكري الحكومي الثوري. أثار إلقاء القبض عليهم التهديدات اليمينية الإرهابية والضغوط المؤسسية مما اضطر المجلس العسكري الحكومي الثوري لإطلاق سراح دوبويسون. في عام 1993، أكد تحقيق الأمم المتحدة أن دوبويسون قد تعرض لمحاولة اغتيال.
أعاد دوبويسون والحرس الوطني حديثا تنظيم القوات شبه العسكرية المسماة المنظمة الوطنية الديمقراطية (ORDEN)، والتي نفذت بالتعاون مع القوات المسلحة الهندوراسية واحدة من أكبر المذابح في نهر سامبول في 14 مايو 1980، وقتل فيها ما يقدر بحوالي 600 مدني معظمهم من النساء والأطفال. مُنع القرويين من الهروب عن طريق عبور النهر من قبل القوات الهندوراسية، ومن ثَمَّ قتلت القوات السلفادورية التي أطلقت عليهم النار «بدم بارد»، وعلى مدى عام 1980، قُدر أن الجيش السلفادوري وقوات الأمن الثلاثة (الحرس الوطني، الشرطة الوطنية والشرطة الخزائنية) قد قتلوا 11,895 شخص، معظمهم من الفلاحين والنقابيين والمعلمين والطلاب والصحفيين، والمدافعين عن حقوق الإنسان والكهنة أيضاً. قالت المنظمات الحقوقية أن حكومة السلفادور قامت بكتابة سجل من أسوء سجلات انتهاكات حقوق الإنسان في نصف الكرة الغربي.
فيما بعد، برر مكتب الشؤون الخارجية للولايات المتحدة المعونة الأمريكية لحكومة السلفادور، مشيرا إلى «أن الهدف المباشر للجيش السلفادوري وقوات الأمن بالنسبة للولايات المتحدة في 1980 هو منع سيطرة المقاتلين اليساريين وما تحالفت معهم من المنظمات السياسية على السلطة في السلفادور. عند هذه النقطة، أصبح الصراع السلفادوري أكثر أهمية من السابق. الموارد العسكرية للمتمردين محدودة جدا وقوتهم، إلى حد بعيد، لا تكمن في قوة السلاح لكن في المنظمات الجماهيرية والتي تتكون من النقابات العمالية، الطلاب ومنظمات الفلاحين التي يمكن أن تعبأ في أوساطها الآلاف من مدن السلفادور الرئيسية، والتي يمكنها ضرب البلاد من خلال الهجمات المنظمة». اتهم نقاد المساعدات العسكرية الأمريكية بأنه «سيكون عنف كبير من النظام الديكتاتوري وأن السلطة السياسية في السلفادور تقع على عاتق القادة العسكريين المحافظين في المناصب الحكومية، الذين يمارسون سياسة إصلاحية مقرونة بالقمع». قال متحدث كاثوليكي بارز «أن المساعدات العسكرية التي ترسلها الولايات المتحدة الأمريكية إلى السلفادور تقع في أيدي الجيش والمجموعات شبه العسكرية اليمينية، الذين هم أساس المشاكل بالبلاد».
وفي 2 ديسمبر 1980، اشتبه أعضاء الحرس الوطني السلفادوري أنهم اغتصبوا وقتلوا أربعة راهبات وقابلات نساء أمريكيات. قامت راهبات ماريكنول المسيحيات وهن مورا كلارك، إيتا فورد، ودوروثي كازيل، وقابلة النساء جان الكاثوليكية بتوفير الإغاثات والغذاء والمأوى والنقل والرعاية الطبية، والدفن لضحايا فرق الموت. قطعت الولايات المتحدة المساعدات العسكرية للجيش السلفادوري ردا على جرائم القتل، لكن من شأنها أن تستأنف في غضون ستة أسابيع.
زادت عقوبات الحكومة من انتشار العنف، والجماعات السياسية غير المسلحة السابقة تحولت إلى قوات حرب عصابات، وفي مايو 1980، التقى أعضاء القيادة الثورية السلفادورية في هافانا، لتشكيل قيادة عسكرية سياسية موحدة، وتحولت في وقت قريب إلى جبهة فارابوندو مارتي للتحرير الوطني (FMLN)، كتكريم لبطل المتمردين الراحل فارابوندو مارتي، الذي قتل من قبل الحرس الوطني في 1932. بدأت جبهة فارابوندو مارتي للتحرير الوطني على الفور في تنفيذ خطط لإطلاق تمرد ضد الحكومة، والذي انطلق في 10 يناير 1981 مع إطلاق الجبهة أول هجوم كبير؛ أدى الهجوم إلى سيطرة هذه الأخيرة على معظم محافظتي مورازان وشالاتينانغو لمدة خلال الحرب الأهلية. أُطلقت هجمات على الأهداف العسكرية في جميع أنحاء البلاد، وسقط فيها مئات القتلى.
بالإضافة إلى ذلك، زادت المساعدات العسكرية الصادرة من إدارة كارتر للقوات المسلحة السلفادورية إلى 10 ملايين دولار أمريكي، اشتملت على 5 ملايين دولار أمريكي على شكل بنادق، ذخيرة حربية، قنابل يدوية وطائرات هليكوبتر. لتبرير شحنات الأسلحة هذه، ادعت إدارة جيمي كارتر أن النظام السلفادوري قد اتخد «خطوات إيجابية» في التحقيق في مقتل أربعة راهبات أمريكيات، لكن شُكك في هذا الأمر، خصوصا من قبل السفير الأمريكي، روبرت وايت الذي قال أنه تمكن من إيجاد دليل أن المجلس العسكري لم يجري أي «تحقيق جدي».
خلال نفس الشهر، عزز المجلس العسكري حالة الحصار، الذي فرضه على الرئيس كارلوس أومبرتو روميرو في مايو 1979 بإعلان الأحكام العرفية واعتماد مجموعة جديدة من لوائح حظر التجول بين 12 يناير و 19 فبراير 1981، وقد قتل 168 شخص من قبل قوات الأمن بدعوى انتهاك حظر التجول.

## «استنزاف البحر»
في إطار جهودها لإنهاء التمرد، نفذت القوات المسلحة السلفادورية إستراتيجية الأرض المحروقة، واعتماد هذه التكتيكات كان تقليدا لتلك التي تستخدم في مكافحة التمرد في غواتيمالا المجاورة. كانت هذه الإستراتيجية في المقام الأول مستمدة ومعدلة من عمليات الولايات المتحدة خلال حرب فيتنام ودرست من قبل المستشارين العسكريين الأمريكيين. ينطوي جزء لا يتجزأ من إستراتيجية مكافحة التمرد في الجيش السلفادوري على ما يسمى استنزاف البحر، أي القضاء على المتمردين من خلال تدمير قاعدة دعمهم في الريف. كان الهدف الرئيسي هو السكان المدنيين من خلال تشريدهم أو قتلهم من أجل إزالة أي قاعدة ممكنة لدعم المتمردين. كان أساس مفهوم استنزاف البحر في نظرية ماو تسي تونغ الذي أكد أن «حرب العصابات يجب أن تتحرك من بين الناس مثل سمكة تسبح في البحر». قال أرييه نيير في 1984: «قد تكون هذه الإستراتيجية فعالة في الفوز بالحرب، بيد أنها تنطوي على استخدام تكتيكات الإرهاب مثل التفجيرات، العمليات الانتحارية، القصف وفي بعض الأحيان، ارتكاب مذابح ضد المدنيين». من بداية عام 1983، تم العثور على معاقل مقاتلي حرب العصابات بواسطة طائرات الاستطلاع الخاصة بالولايات المتحدة، والتي نقلت هذه المعلومات إلى الاستخبارات وبدورها نقلتها إلى القوات المسلحة السلفادورية.
في تقريرها لسنة 1981، قالت منظمة العفو الدولية أن «قوات الأمن والوحدات العسكرية كانت مسؤولة عن انتشار التعذيب، التشويه وعمليات القتل للمدنيين غير المقاتلين من جميع قطاعات المجتمع السلفادوري». كشف التقرير أيضا أن قتل المدنيين من قبل قوات أمن الدولة أصبح على نحو متزايد منهجيا مع تنفيذ أكبر لاستراتيجيات القتل، وزَعم تقرير منظمة العفو الدولية أن الحكومة السلفادورية قامت باستخدام مصانع تعبئة اللحوم للتخلص من جثت القتلى. بين 20 أغسطس و 25 أغسطس 1981، تم الإبلاغ عن قطع رؤوس ثلاث وثمانين شخصا في السلفادور. اكتشف فيما بعد أن جرائم القتل كانت تقوم بها فرق الموت باستخدام مقصلات الإعدام.

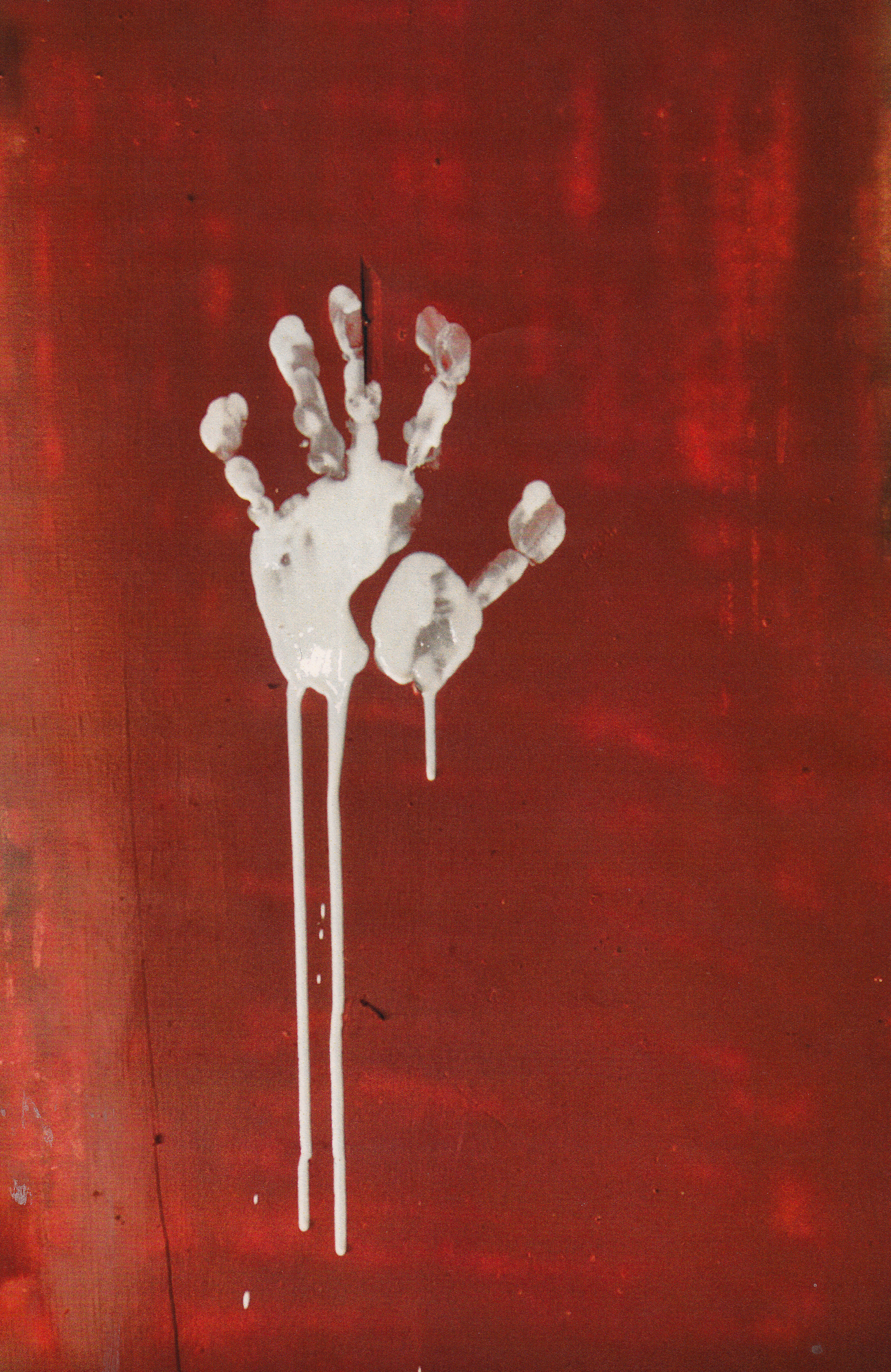
شعار واحدة من أكثر فرق الموت سيئة السمعة المعروفة باسم "مانو بلانكو" بالإسبانية أو "اليد البيضاء" باللغة العربية، و هي تترك شعارها عادة في بطاقة على أبواب ضحاياها.

وفي 15 مارس 1981، بدأ الجيش السلفادوري عملية اجتياح في قسم من إدارة كاباناس في شمال السلفادور بالقرب من حدود هندوراس. رافق الاجتياح استخدام تكتيكات الأرض المحروقة، وقام الجيش السلفادوري بعمليات قتل عشوائي لأي شخص في منطقة سلفادورية سيطر عليها الجيش. فر النازحون بسبب «عملية الاجتياح» الذين لم يقتلوا من قبل الجيش السلفادوري، ثم اختبؤوا في الكهوف تحت الأشجار للهرب من إعدام محتمل من القوات المسلحة. وفي 18 مارس، ثلاثة أيام بعد اجتياح إدارة كاباناس، بدأ الناجون وعددهم ما بين 4000 و 8000 (معظمهم من النساء والأطفال) محاولة عبور نهر ليمبا في هندوراس للفرار من العنف. هناك، كان قد اشتعل القتال بين السلفادور والقوات الهندوراسية في وقت سابق. بعد ذلك، قصفت القوات الجوية السلفادورية المدنيين الفارين بمدفع رشاش، مما أسفر عن مقتل المئات. من بين القتلى، سجل 189 شخص على الأقل في عداد المفقودين أو باسم «مختفون» خلال العملية التي قام بها القوات الجوية.
تم إطلاق الهجوم الثاني في قسم من كاباناس في 11 نوفمبر 1981 بواسطة قوات معبأة تضم 1200 جندي، بما في ذلك أعضاء كتيبة أتلاكاتل؛ أنشأت في عام 1980 في مدرسة القارة الأمريكية الخاصة بالجيش الأمريكي في بنما. كانت العملية بقيادة المقدم سيجفريدو أوتشوا، وهو رئيس الشرطة الخزائنية السابقة ذات السمعة السيئة. كان أوتشوا مقربا من الميجور روبرتو دوبويسون وزُعم أنه قد شارك في اغتيال رئيس الأساقفة أوسكار روميرو. منذ البداية، وُصف غزو كاباناس بأنه عملية «تطهير» من قبل المصادر الحكومية الرسمية. ذبح مئات المدنيين من قبل الجيش في تحركات قواته في القرى بقيادة المقدم أوتشوا. ادعى هذا الأخير أن مئات من المقاتلين قتلوا لكن عرض الصحفيين أظهر أنه قتل فقط خمسة عشر مقاتل واستولوا على أسلحة، وكان نصف القتلى مفترضين، مما يشير إلى أن معظم القتلى في عملية الاجتياح كانوا غير مسلحين.
أعقبت هذه العملية «اجتياحات» إضافية من خلال إدارة مورازان، بقيادة كتيبة أتلاكاتل. في 11 ديسمبر 1981، بعد شهر من «عملية الاجتياح» لإدارة كاباناس، احتلت نفس الكتيبة قرية الموزوت وذبحت على الأقل 733 شخص ومن المحتمل أن العدد يصل إلى 1000 مدني عزل قتلوا بالذبح في ما أصبح يعرف باسم مذبحة الموزوت. اتهم جنود كتيبة أتلاكاتل السكان بالتعاون مع المتمردين. قال قائد في نفس المكان أنهم تلقوا أوامر بقتل كل شخص، بما في ذلك الأطفال، الذين أكدوا أن الجيش سمح لهم بالعيش فقط إذا أصبحوا مقاتلين في صفوفه عندما يكبروا، كما قال أحدهم. أصبحت تفاصيل المجزرة معروفة على نطاق أوسع، وأصبح هذا الحادث واحد من أسوأ فظائع الصراع.
أدى القمع في المناطق الريفية إلى نزوح أعداد كبيرة من سكانه، وفر العديد من الفلاحين. من أولئك الذين فروا أو شردوا، أقام حوالي 20,000 شخص في مراكز لاجئين مؤقتة على حدود هندوراس في ظروف صعبة أبرزها الفقر، الجوع والمرض. قسريا، أرغم الجيش وفرق الموت الكثير منهم على الفرار إلى الولايات المتحدة، لكن حرم معظم من اللجوء. في 17 و18 يناير 1981، زار وفد للكونغرس الأمريكي مخيمات اللاجئين في السلفادور لكشف الحقائق وأرسل تقريرا إلى الكونغرس. كشف الوفد الأمريكية أن «طريقة تجفيف المحيط السلفادورية قضت على قرى بأكملها، لكنها لم تتمكن من عزل المتمردين، وحرمانهم من أي قاعدة ريفية يمكن أن تدعمهم».
ككل، سجل سوكورو خوريدكو 13,353 حالة إعدام فردية بإجراءات موجزة من قبل القوات الحكومية على مدار عام 1981. ومع ذلك، فإن الرقم الحقيقي لعدد القتلى من قبل الجيش وأجهزة الأمن يمكن أن يكون أعلى بكثير، يرجع ذلك إلى حقيقة أن القتل خارج نطاق القضاء عموما ذهب دون أن يبلغ عنه في الريف وإلى صمت العديد من أسر الضحايا خوف من انتقام الحكومة والقوات التابعة لها. وصف تقرير أمريكي أرقام سوكورو خوريدكو بأنها : "تميل إلى تعميم انتهاكات حقوق الإنسان حيث أن الانتهاكات هي فردية وهي تقام خارج نطاق الحرب. فيما بعد، عدل سوكورو خوريدكو عدد عمليات القتل التي تقوم بها الحكومة في 1981 إلى 16,000 وأوضح أن الرقم يتغير بسرعة.

## الحكومة المؤقتة واستمرار العنف: 1982–1984

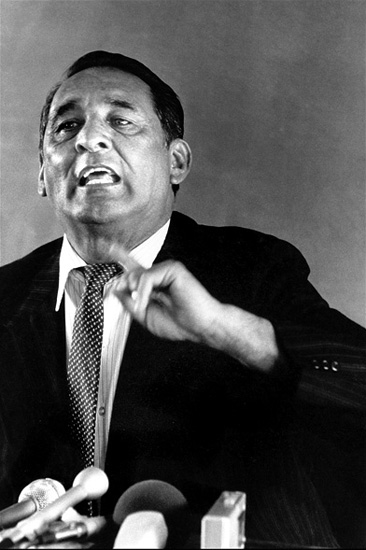
خوسيه نابوليون دوارتي في مؤتمر صحفي للحزب الديمقراطي المسيحي خلال الحرب الأهلية السلفادورية (1982)

في عام 1982، بدأت جبهة فارابوندو مارتي للتحرير الوطني في الدعوة إلى تسوية سلمية التي من شأنها إنشاء «حكومة بمشاركة الكل». وعلقت إدارة رونالد ريغان على ذلك، وقالت أن اليساريون يريدون إنشاء دكتاتورية شيوعية. توقفت الانتخابات بسبب هجمات القوات شبه العسكرية اليمينية وجبهة فارابوندو مارتي للتحرير الوطني. رفض الاتحاد الوطني للمحامين في السلفادور والذي يمثل جميع نقابات المحامين في البلاد المشاركة في صياغة قانون الانتخابات لسنة 1982. أكد المحامون أن الانتخابات لن تكون حرة نزيهة في هذه الحالة من الحصار التي علقت جميع الحقوق الأساسية والحريات.
عملا بتدابير وضعت من قبل المجلس العسكري الحكومي الثوري في 18 أكتوبر 1979، عقدت انتخابات لتشكيل حكومة مؤقتة في 29 أبريل 1982. صوتت الجمعية التشريعية على ثلاثة مرشحين من قبل القوات المسلحة، وفاز ألفارو ألفريدو ماغانيا بورخا، القيادي في جماعة العمل الديمقراطي، ومن ثم، هو مستقل سياسيا، وانتخب بعدد 36 صوتا مقابل 17 لمرشحي التحالف الوطني الجمهوري (ARENA) و حزب الوفاق الوطني. اتهم روبرتو دوبويسون جيمي أبدول غوتيريز أفندانيو بفرض قراره على الجمعية التشريعية حيث قال : «أن له قرار شخصي بوضع ألفارو ألفريدو ماغانيا بورخا في كرسي الرئاسة» على الرغم من «مقاطعة» نواب التحالف الوطني الجمهوري. أدى ألفارو ماغانيا اليمين الدستورية في 2 مايو، وأصدر المرسوم رقم 6 للجمعية الوطنية لوقف تنفيذ المرحلة الثالثة من تنفيذ الإصلاح الزراعي، وعدله بنفسه فيما بعد. وقع حلف أبانيكا في 3 أغسطس 1982 على إنشاء حكومة وحدة وطنية، بهدف السلام، الديمقراطية، احترام حقوق الإنسان، الانتعاش الاقتصادي، الأمن وتعزيز احترام القوانين الدولية. أجريت محاولة لتشكيل حكومة انتقالية التي من شأنها إنشاء نظام ديمقراطي. حال الافتقار إلى اتفاق بين القوى السياسية التي ستكون الحكومة إلى ازدياد في ضراوة النزاع المسلح والتي لم تجري أي تغييرات جوهرية خلال رئاسة ألفارو ماغانيا.
استمرت أنشطة التمرد خلال فترة الحكومة المؤقتة، ومعه استمر كذلك القمع الحكومي. هاجمت جبهة فارابوندو مارتي للتحرير الوطني قاعدة إيلوبانغو للقوات الجوية، ودمرت ستة طائرات هليكوبتر من أصل 14 من نوع بيل يو إش - 1 إيروكوا، وخمسة طائرات من أصل 18 من نوع داسو أوراغان وثلاثة من نوع سي-47. صعد المتمردون من أنشطتهم ضد الأهداف الاقتصادية. بين فبراير وأبريل، تم الإبلاغ عن ما مجموعه 439 عمل تخريب لهذه الأهداف. ارتفع عدد أعمال التخريب التي تنطوي على المتفجرات أو الحرائق المتعمدة إلى 782 عمل في ما بين يناير كانون الثاني وسبتمبر أيلول. قدرت سفارة الولايات المتحدة الضرر على البنية التحتية الاقتصادية بحوالي 98 مليون دولار أمريكي. أيضا، نفذت جبهة فارابوندو مارتي للتحرير الوطني عمليات واسعة النطاق في العاصمة سان سلفادور، واحتلت مؤقتا المراكز الحضرية في داخل البلاد. وفقا لبعض التقارير، فقد تراوحت أعداد المتمردين بين 4000 و 5000; لكن قدرت مصادر أخرى أعداد هؤلاء المقاتلي في ما بين 6000 و 9000.
تواصلت انتهاكات حقوق الإنسان واسعة النطاق من قبل القوات المسلحة السلفادورية وقوات الأمن في مستويات عالية خلال فترة الحكومة المؤقتة. قالت لجنة حقوق الإنسان في منظمة الدول الأمريكية بأنه تم العثور في 24 مايو 1982 على مقبرة سرية تحتوي على جثث 150 شخص مختفي بالقرب من بويرتا ديل ديابلو، بانكيمالكو، على بعد اثني عشر كيلومترا من سان سلفادور. في 10 يونيو 1982، نفذ ما يقرب من 4000 جندي من القوات السلفادورية عملية «تنظيف» في المناطق التي يسيطر عليها المتمردون في إدارة شالاتينانغو. كشفت التقارير أنه تم ذبح أكثر من 600 مدني خلال اجتياح الجيش. فيما قال قائد ميداني سلفادوري بأنه قتل عدد غير معروف من المدنيين المتعاطفين مع المتمردين، وتم إعلان أن العملية تمت بنجاح. بعد 19 يوما، ذبح الجيش 27 مدنيا عزلا خلال غارة على منزل في حي سان سلفادور. اغتصبت النساء وقتلن، حيث يتم جرهم جميعهم من منازلهم ثم يتم اغتصابهن في الشوارع. وقال بيان وزارة الدفاع السلفادورية أن «العملية تمت بنجاح»، «و هذا النجاح كان نتيجة التدريب المهني للضباط والجنود».
خلال 1982 و1983، قتلت القوات الحكومية ما يقرب من 8000 شخص في السنة. على الرغم من أن هذا الرقم أقل إلى حد كبير من الأرقام التي أبلغت عنها جماعات حقوق الإنسان في عامي 1980 و1981، والتي رصدت عمليات الإعدام، فضلا عن القتل العشوائي، وهذا لا يزال جزء لا يتجزأ من سياسة الجيش وقوات الأمن الداخلي، فيما وصف الأستاذ وليام ستانلي من جامعة نيو مكسيكو ذلك بأنه «إستراتيجية للقتل الجماعي»، تهدف إلى ترويع وإرهاب السكان المدنيين فضلا عن معارضي الحكومة. صرح الجنرال أدولفو بلاندون، رئيس أركان القوات المسلحة السلفادورية خلال فترة طويلة من عقد 1980 بأنهم : «قبل 1983، لم نكن عندنا أي أسرى حرب».
في مارس 1983، اعتقلت رئيسة هيئة حقوق الإنسان غير الحكومية في السلفادور ماريانيلا غارسيا فيلاس من قبل قوات الجيش بالقرب من بركان غوازابا، وعذبت فيما بعد حتى توفيت. كان عند غارسيا فيلاس الأدلة حول استخدام محتمل للفوسفور الأبيض من طرف للجيش. في أبريل 1983، قتلت ميليدا أنايا مونتيس، وهي زعيمة قوات فارابوندو مارتي للتحرير الشعبية في ماناغوا عاصمة نيكاراغوا. زعم أن سلفادور كايتانو كاربيو، وهي شخصية ذو شأن في قوات التحرير الشعبية قد تورط في قتلها، وانتحر في ما بعد في ماناغوا بعد وقت قصير من مقتل أنايا مونتيس. أثر موتهما على جبهة فارابوندو مارتي للتحرير الوطني عامة وقوات التحرير الشعبية واستراتيجية الحرب الشعبية خاصة.
في 7 فبراير 1984، اعتقلت تسعة قيادات عمالية، بما في ذلك سبعة من نفس الاتحاد من قبل الشرطة الوطنية السلفادورية وأرسلوا إلى محكمة عسكرية. كانت الاعتقالات جزء من تحركات خوسيه نابوليون دوارتي لقمع النقابات العمالية، وفيما بعد ذلك، اعتقل 80 نقابيا في غارة من قبل الشرطة الوطنية. وقد صادرت الشرطة ملفات النقابات وأخدت أي شريط فيديو اعتبرته غير صالح من كل عضو في النقابات. بعد 15 يوم من الاستجوابات، ضرب تسع قيادات عمالية خلال وقت متأخر من الليل ليقولوا بأنه سيعترفون بأنهم مقاتلين. لقد كانوا مجبرين التوقيع على ورقة اعتراف في حين هم معصوبي العينين. ولم تكن هذه القيادات قد وجهت لها أي تهم حتى الآن لكن قال بيان الشرطة الرسمي أنهم اتهموا بالتخطيط «لتنفيذ ضربات على أهداف من شأنها زعزعة استقرار الاقتصاد». قال مسؤول في سفارة الولايات المتحدة أنه : «تابع هاته الاعتقالات عن كثب وكان راض عليها وأن الإجراءات الصحيحة قد اتبعت».

## رئاسة دوارتي: 1984–1989

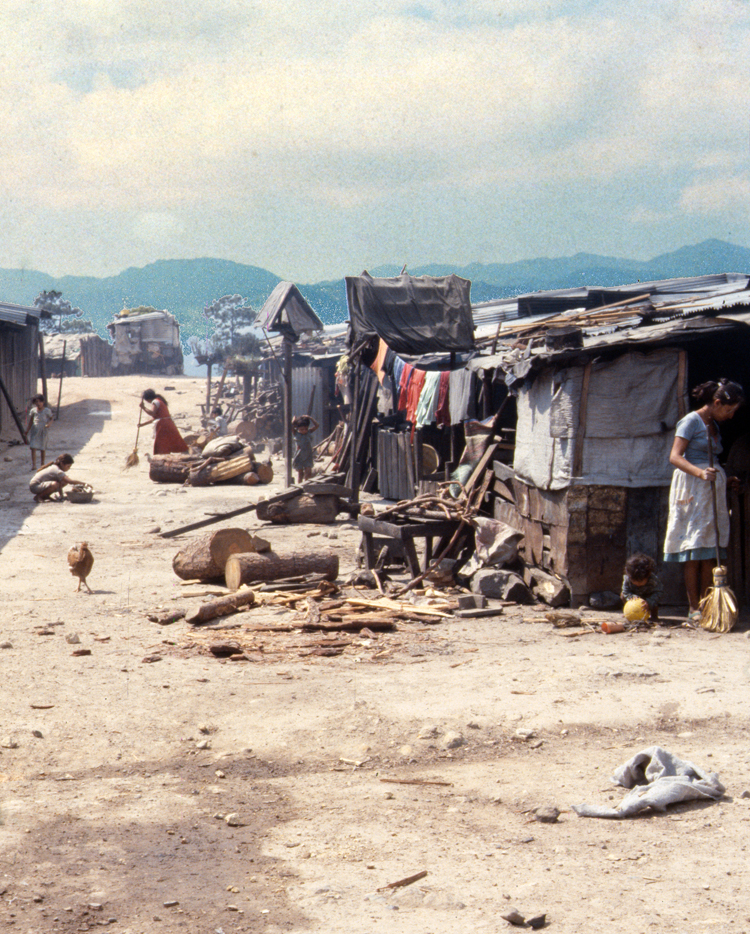
مخيم اللاجئين ميزا غراندي في هندوراس 1987

في عام انتخابات 1984، فاز الديمقراطي المسيحي خوسيه نابوليون دوارتي بالرئاسة، حيث حصد 54% من الأصوات، ضد ماجور الجيش روبرتو دوبويسون، من التحالف الوطني الجمهوري (ARENA). وقد أجريت الانتخابات تحت الحكم العسكري وسط مستويات عالية من القمع والعنف، ومع ذلك، استبعد مرشحي اليسار عفا دوارتي من الحزب الديمقراطي المسيحي من المشاركة. خوفا من رئاسة دوبويسون لإدارة العلاقات العامة، مولت وكالة المخابرات المركزية حملة دوارتي بمليوني دولار أمريكي.
بعد فوز دوارتي، تواصلت انتهاكات حقوق الإنسان على يد الجيش وقوات الأمن، لكنها انخفضت بسبب التعديلات التي أدخلت على الهياكل الأمنية. حاولت سياسات حكومة دوارتي أن تجعل في البلاد ثلاث قوات أمن أكثر مسؤولية أمام الحكومة بوضعها تحت الإشراف المباشر من نائب وزير الدفاع، لكن لا تزال تدار جميع قوات الأمن الثلاث بشكل فردي من قبل ضباط الجيش النظامي، التي، بالنظر إلى هيكل القيادة داخل الحكومة، خدمت على نحو فعال في إلغاء أي أحكام للمساءلة. أيضا، فشلت حكومة دوارتي في حل مشكلة لجوء الموظفين إلى الهياكل الأمنية التي كانت مشاركة في أغلب انتهاكات حقوق الإنسان، بدلا من ذلك، قامت بتفريقهم في شتى أنحاء السلفادور.
وفي وقت تنفذ إصلاحات لقوات الأمن، استمر الجيش في تنفيذ المذابح ضد المدنيين العزل في الريف. قال تقرير منظمة الدول الأمريكية أن كتيبة أتلاكاتل قامت بقتل 80 مدنيا عزل في كابانياس في يوليو 1984، وارتكبت مذبحة أخرى بعد شهر من ذلك، مما أسفر عن مقتل 50 نازحا في محافظة شالاتينانغو. حيث اغتصبت النساء في الأول، ثم نفذت المذبحة على الكل.

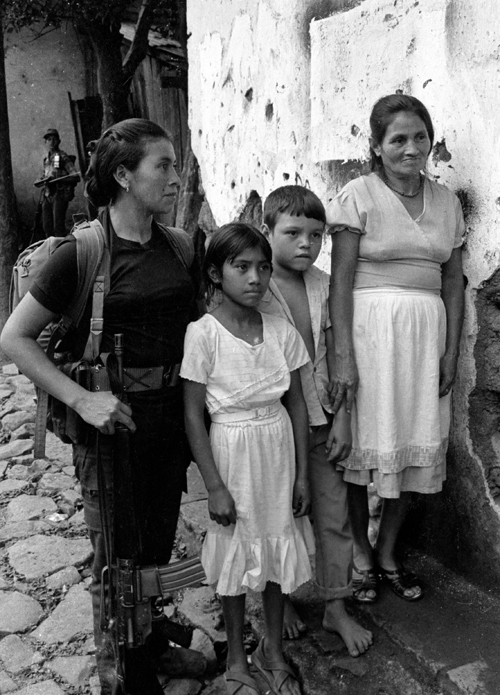
مقاتلة من الجيش الشعبي الثوري، أحد الفصائل المكونة لجبهة فارابوندو مارتي للتحرير الوطني، رفقة امرأة مع ابنها و ابنتها سنة 1990.

في ما بين 1984 و1985، سنت القوات المسلحة السلفادورية سلسلة برامج «مدنية - عملية» في محافظة شالاتينانغو. تألفت «لجان الدفاع عن المواطنين» بواسطة حراس مزارع وشركات لمواجهة هجمات المتمردين وأنشأت عدد من «مناطق النيران الحرة». تم تنفيذ هذه التدابير من قبل قائد إدارة كاباناس، المقدم سيجفريدو أوتشوا بيريز، الذي كان قد نفي سابقا إلى بين الكلية الحربية الأمريكية بسبب التمرد. في يناير 1985، أنشأت قوات أوتشوا 12 منطقة نيران حرة في شالاتينانغو، حيث كان يعتبر فيها أي ساكن مجهول الهوية من قبل الجيش، كان يعتبر متمردا. قال المقدم أوتشوا في مقابلة أن المناطق التي بداخل منطقة نيران حرة كانت عرضة للقصف العشوائي من قبل القوات الجوية السلفادورية. تورطت قوات أوتشوا في مجزرة، قتل فيها 40 مدنيا في عملية اجتياح قام بها الجيش في واحدة من مناطق النيران الحرة في أغسطس 1985. رفض أوتشوا السماح للصليب الأحمر بإدخال المساعدات الإنسانية إلى هذه المناطق وإلى الضحايا. قالت تقارير أن قوات أوتشوا قامت بقتل 1400 مدني مؤيد للمتمردين بواسطة مدفع هاون في ما بين سبتمبر ونوفمبر 1984.
في اتفاقية أمريكا الوسطى للسلام في عام 1987، طالبت جبهة فارابوندو مارتي للتحرير الوطني بحل جميع فرق الموت ومحاكمة أعضاءها. في أكتوبر 1987، وافقت الجمعية السلفادورية على العفو على الجرائم التي ارتكبت خلال الحرب الأهلية. ويجبر لذلك تنفيذ قانون العفو الذي يطلق سراح جميع السجناء حتى الذين يشتبه أنهم مقاتلي حرب عصابات أو أنهم متعاطفين معهم. عملا بهذه القوانين، أطلق سراح 400 سجين سياسي. أعطي للمتمردين فترة خمسة عشر يوما لتسليم أنفسهم لقوات الأمن مقابل العفو. على الرغم من منح العفو إلى المقاتلين والسجناء السياسيين، فقد تم منحه كذلك إلى أعضاء الجيش، قوات الأمن والقوات شبه العسكرية الذين كانوا مشاركين في انتهاكات حقوق الإنسان.
أثار الغضب من نتائج انتخابات 1988 في استخدام الجيش لتكتيكات الإرهاب لترويع الناخبين، وأطلقت جبهة فارابوندو مارتي للتحرير الوطني هجوما كبيرا بهدف الإطاحة بحكومة ألفريدو كريستياني في 11 نوفمبر 1989. حيث كان هذا الهجوم أساسا لقتال الأثرياء في ضواحي سان سلفادور لأول مرة في تاريخ الصراع، كما بدأت جبهة فارابوندو مارتي للتحرير الوطني حملة من الاغتيالات الانتقائية ضد المسؤولين السياسيين والعسكريين، المسؤولين المدنيين، والمواطنين العاديين من الطبقة العليا. وردت الحكومة بتجديد حملة القمع، في المقام الأول ضد نشطاء الديمقراطية. أحصت هيئة حقوق الإنسان غير الحكومية السلفادورية 2868 عملية قتل من قبل القوات المسلحة في ما بين مايو 1989 ومايو 1990. بالإضافة إلى ذلك، قالت هيئة حقوق الإنسان غير الحكومية السلفادورية أن الحكومة والمنظمات شبه العسكرية قامتا بشكل غير قانوني باحتجاز 1916 شخص وإخفاء 250 آخرين خلال نفس الفترة. كما هو الحال في وقت مبكر من عقد 1980، سقطت جامعة أمريكا الوسطى في هجوم من قبل الجيش وفرق الموت. وفي 16 نوفمبر 1989، بعد خمسة أيام من بداية هجوم جبهة فارابوندو مارتي للتحرير الوطني، دخلت كتيبة أتلاكاتل إلى الحرم الجامعي في جامعة أمريكا الوسطى، وأعدمت بإجراءات موجزة ستة كهنة — إجناسيو إلاكوريا، سيغوندو مونتيس، إجناسيو مارتن بارو، خواكين لوبيز إي لوبيز، خوان رامون مورينو، و أرماندو لوبيز— وخادمات منازل (الأم والابنة، إلبا راموس سيليا و مارسيلا راموس")، حيث في منتصف الليل، تم خطف هؤلاء الستة كهنة جر أسرهم ثم وضعوا في الحرم الجامعي لجامعة أمريكا الوسطى، ثم عذبوا حتى الموت وشوهت جثثهم، أما الأم وابنتها فقد تم العثور عليهم في سرير تشاركتاه ثم أخدوا إلى نفس المكان حيث أعدموا. أصبحت كتيبة أتلاكاتل حسب ما ورد تحت وصاية القوات الخاصة الأمريكية قبل 48 ساعة فقط قبل عمليات القتل.
في أواخر عقد 1980، كان حوالي %75 من السكان يعيشون في الفقر. انخفضت مستويات معيشة معظم السلفادوريين بنسبة %30 منذ عام 1983. زادت البطالة أو العمالة الناقصة إلى %50. معظم الشعب السلفادوري، علاوة على ذلك، لا يزال لا يحصل على مياه نظيفة أو رعاية صحية. خشيت القوات المسلحة من ارتفاع معدلات التضخم إلى %40 تقريبا، وهروب رأس المال الذي بلغ ما يقدر بحوالي مليار دولار أمريكي، وتجنبت النخبة الاقتصادية دفع الضرائب. على الرغم من أن ما يقرب من ثلاثة مليارات دولار أمريكي دخلت كمساعدات اقتصادية أمريكية، فقد أصبح دخل الفرد هو ثلث دخله قبل الحرب الأهلية. كانت توزع المعونة الأمريكية على الشركات الحضرية فقط على الرغم من أن الأغلبية الفقيرة لم تتلقى شيء تقريبا من ذلك. أصبح تركيز الثروة أعلى من ذلك من قبل، وأصبحت الولايات المتحدة هي التي تدير برنامج إصلاح للأراضي[ ؟ ]. أولد القانون الزراعي أرباح مفاجئة للنخبة الاقتصادية ودفعت بفضله التعاونيات ديونها التي تركتها والتي كانت بسببها غير قادرة على المنافسة في أسواق رأس المال. استعادت القلة في كثير من الأحيان للأراضي[ ؟ ] من الفلاحين المفلسين الذين لم يحصلوا على الائتمان الضروري لدفع تكاليف البذور والأسمدة. على الرغم من أن : "عدد قليل من الفقراء من شأنهم أن يأخدوا حقهم بالسبل القانونية ضد مالك للأراضي[ ؟ ] لأن تقريبا جميع القضاة لا يهتمون بشأنه لأنه رجل فقير". في 1989، %1 من الأراضي من أصل %41 كانت خاصة ومملوكة من سكان المدن، في حين %60 من سكان الريف كان نسبة امتلاكهم للأراضي[ ؟ ] هي %0.

## فرق الموت واتفاقية السلام: 1990–1992

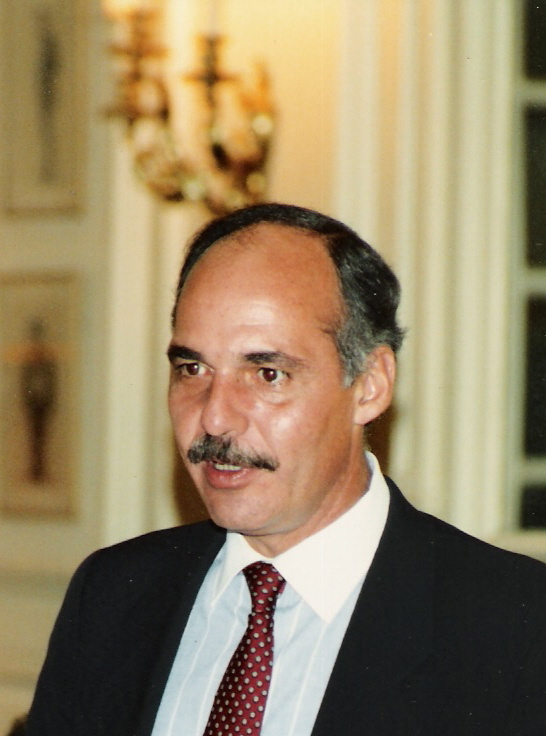
الرئيس ألفريدو كريستياني في سبتمبر 1989.

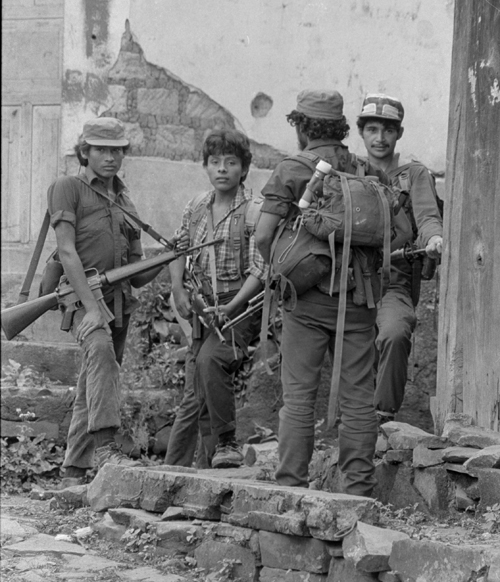
مجموعة من أربعة مقاتلين من الجيش الشعبي الثوري، أحد الفصائل المكونة لجبهة فارابوندو مارتي للتحرير الوطني، حاملين لأسلحتهم في سنة 1990.

بعد 10 سنوات من الحرب، شرد أكثر من مليون شخص من عدد سكان السلفادور الإجمالي وهو 5،389،000 نسمة. كانت %40 من منازل النازحين الجدد مدمرة تدميرا كاملا و%25 أخرى كانت في حاجة إلى إصلاحات رئيسية. تصاعدت أنشطة فرق الموت في عام 1990، على الرغم من توقيع اتفاقية الأمم المتحدة لحقوق الإنسان في 26 يوليو من نفس العام من قبل حكومة ألفريدو كريستياني وجبهة فارابوندو مارتي للتحرير الوطني. في يونيو 1990، أعلن رئيس الولايات المتحدة جورج بوش الأب عن «تأسيس مبادرة القارة الأمريكية» من أجل تحسين مناخ الاستثمار الاقتصادي في نصف الكرة الغربي في جميع أنحاء منطقة التجارة الحرة.
أذن الرئيس بوش الأب بالإفراج عن 42.5 ملايين دولار أمريكي كمساعدات عسكرية للقوات المسلحة السلفادورية في 16 يناير 1991. في أواخر يناير، هوجمت مكاتب ائتلاف اللقاء الديمقراطي، وهو تحالف أحزاب يسارية بقنابل يدوية. في 21 فبراير، اغتيل مرشح حزب الوحدة الوطنية الديمقراطية وزوجته الحامل بعد تجاهله تهديدات فرق الموت بمغادرة البلاد أو أن يموت. في اليوم الأخير من الحملة الانتخابية[ ؟ ]، قتل مرشح آخر لنفس الحزب عندما فتح مسلحون عليه النار عندما وضع ناشطون بعد الملصقات. على الرغم من الاحتيالات المدبرة في الانتخابات من خلال ترويع الناخبين، تخريب مراكز الاقتراع التي قامت بها السلطات المركزية التي تسيطر على انتخابات المجلس وإخفاء عشرات الآلاف من الأسماء المرشحين من قوائم التصويت، فيما أعلن فريق الملاحظين الرسمي الخاص بالولايات المتحدة أن الانتخابات كانت «حرة وعادلة».
أثبتت العديد من عمليات القتل، حالات الاختفاء فضلا عن التعذيب والسجن بتهم كاذبة في 1991 قامت بها فرق الموت، وهجمات على المدنيين من قبل الجيش وقوات الأمن. عانى سياسيون معارضون وأعضاء الكنائس والمنظمات الشعبية التي تمثل الفلاحين، النساء واللاجئين من تهديدات مستمرة بالقتل، الاعتقالات والرقابة طوال 1991. قتلت جبهة فارابوندو مارتي للتحرير الوطني اثنين وجرحت مستشارين عسكريين أمريكيين ونفذت هجمات عشوائية، عمليات خطف واغتيال للمدنيين. ازدادت الحرب ضراوة في منتصف 1991، كما حاول كل من الجيش وجبهة فارابوندو مارتي للتحرير الوطني كسب امتيازات على الأرض في محادثات السلام التي ترعاها الأمم المتحدة قبل وقف إطلاق النار. ولذلك، زادت الهجمات العشوائية وعمليات الإعدام من قبل القوات المسلحة. في نهاية المطاف، خلال أبريل 1991، استؤنفت المفاوضات، مما أدى إلى هدنة كللت بالنجاح في يناير كانون الثاني 1992، أنهت الحرب الأهلية. وفي 16 يناير 1992، وقعت اتفاقية تشابولتيبيك للسلام في قلعة تشابولتيبيك، مكسيكو سيتي، أدت إلى تحقيق السلام في السلفادور وإخماد نيران الصراع المسلح، حيث وقعها عن حكومة السلفادور الرئيس ألفريدو كريستياني وعن حركات التمرد قادة الفصائل المكونة لها مثل شفيق حنضل وخواكين فيلالوبوس وسلفادور سانشيز سيرين وفرانسيسكو خوفيل وإدواردو سانشو. برز أيضًا تمثيل من المجتمع الدولي، كما ظهر إعجاب واسع لأنه وبعد التوقيع قام الرئيس بمصافحة جميع قادة حركات التمرد السابقة. تمت إعادة تنظيم القوات المسلحة، وأنشأت قوة شرطة مدنية جديدة، تحولت جبهة فارابوندو مارتي للتحرير الوطني من جيش حرب عصابات إلى حزب سياسي، وطبق قانون العفو في عام 1993 لتنتهي الحرب الأهلية السلفادورية.

## في أعقاب الحرب
بدأت عملية السلام تحت غطاء اتفاقية تشابولتيبيك وتمت مراقبتها من قبل الأمم المتحدة من 1991 حتى يونيو 1997 عندما تم حل بعثة المراقبة الخاصة في السلفادور.
خلال انتخابات عام 2004، قال المساعد الخاص للبيت الأبيض أوتو رايش في مكالمة هاتفية في مؤتمر صحفي في مقر حزب التحالف الوطني الجمهوري، أنه قلق حول تأثير فوز جبهة فارابوندو مارتي للتحرير الوطني على «العلاقات الخارجية الاقتصادية والتجارية مع الولايات المتحدة». في فبراير 2004، قال مساعد وزير الخارجية روجر نورييغا أن على الناخبين «النظر في أي نوع علاقة يريدون بين الإدارة الجديدة والولايات المتحدة». والتقى مع جميع المرشحين باستثناء شفيق حنضل، مرشح جبهة فارابوندو مارتي للتحرير الوطني. هذا دفع 28 من أعضاء الكونغرس الأمريكي إلى إرسال رسالة إلى وزير الخارجية كولين باول أن قائلين السيد نورييغا «تجاوز الحدود» وأن تصريحاته ينظر إليها على أنها «تدخل في شؤون السلفادور الانتخابية». بعد أسبوع، انتقد اثنين من أعضاء الكونغرس الأمريكي تصريحات رايش ووصفوها بأنها «تحريضية».

### لجنة الحقائق
في نهاية الحرب، سجلت لجنة الحقائق في السلفادور أكثر من 22,000 شكوى عن العنف السياسي في السلفادور، بين يناير 1980 ويوليو 1991، حيث كان 60 في المئة منه عبارة عن قتل، 25 في المئة اختطاف، و20 في المئة تعذيب. نسبت حوالي 85 في المئة تقريبا من هذه الشكاوى الخاصة بالعنف إلى الجيش السلفادوري وقوات الأمن وحدها. نسبت إلى للقوات المسلحة السلفادورية 60 في المئة من الشكاوى، قوات الأمن (الحرس الوطني، شرطة الخزانة والشرطة الوطنية) 25 في المئة، المرافقين العسكريين ووحدة الدفاع المدني 20 في المئة من الشكاوى، وإلى فرق الموت ما يقرب من 10 في المئة، وأخيرا جبهة فارابوندو مارتي للتحرير الوطني بحوالي 5 في المئة. تمكنت لجنة الحقائق في السلفادور من جمع عينة كبيرة فقط من عدد الشكاوى المحتملة الكامل، بعد أن مرت ثلاثة أشهر على جمع ذلك. أحصى التقرير أكثر من 70,000 قتيل، والعديد من الانتهاكات الجسيمة لحقوق الإنسان التي ارتكبت بحق المدنيين. وأصبح أكثر من 25 في المائة من السكان النازحين لاجئين قبل معاهدة السلام التي توسطت فيها الأمم المتحدة في عام 1992.
اتفقت الإحصاءات المقدمة في تقرير لجنة الحقائق في السلفادور مع كل ما سبق وبأثر رجعي مع عمليات التقييم السابقة من قبل المجتمع الدولي ومراقبي حقوق الإنسان، التي وثقت الغالبية العظمى من عمليات العنف والقمع في السلفادور والتي نسبته إلى القوات الحكومية، في المقام الأول الحرس الوطني والجيش السلفادوري. في تقرير منظمة العفو الدولية لسنة 1984، قالت هذه الأخيرة أنه قتل 40,000 شخص في الخمس سنوات الأولى من قبل القوات الحكومية، وألقت جثثهم وشوهتها في محاولة فيما يبدو لترويع السكان.
على الرغم من أن معظم القتلى من الفلاحين، فقد قتلت الحكومة بسهولة أي خصم يشتبه أنه متعاطف مع المتمردين — رجال الدين (رجالا ونساء)، العاملين في الكنائس، العمال، النشطاء السياسيين، الصحفيين، النقابيين، المسعفون، الطلاب الليبراليين والمعلمين، ومراقبي حقوق الإنسان. مارست الدولة الإرهاب عبر قوات الأمن، الجيش، الحرس الوطني، والشرطة المالية; ومع ذلك، فقد كانت فرق الموت شبه العسكرية هي التي تنفذ الحكومة الخاصة بأعمال القتل السياسي. عادة، يرتدي أعضاء فرق الموت ملابس مدنية ويركبون في مركبات مجهولة (نوافذها مظلمة ولوحاتها فارغة). ذلك الإرهاب كان من أساليبه من نشر قوائم ضحايا فرق الموت، تقديم توابيت للضحايا المستقبليين، وإرسال دعوة لأحد الأشخاص لحظور جنازة لقتله. قالت سينثيا أرنسون، وهي خبيرة في شؤون أمريكا اللاتينية في هيومن رايتس ووتش: الهدف من إرهاب فرق الموت يبدو أن ليس فقط للقضاء على المعارضين، بل أيضا، من خلال التعذيب البشع وتشويه الهيئات، إلى ترويع السكان أيضا. في منتصف عقد 1980، أصبح يشتمل إرهاب الدولة ضد السلفادوريين على —القصف العشوائي بالطائرات العسكرية، زراعة الألغام، ومضايقة الموظفين الطبيين الوطنيين والدوليين; جميع الإحصائيات تشير إلى أن، على الرغم من انخفاض معدلات الوفيات التي تعزى إلى فرق الموت في السلفادور منذ عام 1983، فقد زاد عدد الضحايا غير المقاتلين في الحرب الأهلية بشكل كبير.
على الرغم من أن انتهاكات جبهة فارابوندو مارتي للتحرير الوطني تمثل خمسة في المئة أو أقل من تلك الموثقة من قبل لجنة الحقائق، فقد انتهكت جبهة فارابوندو مارتي للتحرير الوطني باستمرار حقوق الإنسان على العديد من السلفادوريين والأفراد الآخرين خصوصا أنصار اليمين، الأهداف العسكرية، السياسيين الموالين للحكومة، المثقفين، الموظفين العموميين والقضاة. شملت هذه الانتهاكات عمليات خطف، تفجيرات، اغتصاب وقتل.

### الإصلاح العسكري
وفقا لاتفاقات السلام، فقد تم تعديل الدستور والذي حظر لعب القوات المسلحة والقوات العسكرية الأخرى لدور في الأمن الداخلي إلا تحت ظروف استثنائية. خلال فترة تطبيق اتفاقات السلام، كان وزير الدفاع هو الجنرال أومبرتو كورادو فيغيروا. شرع في تسريح القوات العسكرية السلفادورية بشكل عام في الموعد المحدد لبدأ العملية. ألغيت شرطة الخزانة وحل الحرس الوطني، ونقلت قيادة الاستخبارات العسكرية إلى قيادة مدنية. في 1993 –تسعة أشهر قبل الموعد المحدد– خفض عدد الموظفين العسكريين في زمن الحرب من 63,000 جندي إلى المستوى المطلوب في اتفاقات السلام وهو 32,000 جندي. في 1999، بلغ قوام القوات المسلحة السلفادورية أقل من 15,000 جندي بما في ذلك الأفراد النظاميين وغير النظاميين، وتكونت من الجيش، البحرية، والقوات الجوية. وتم تطهيرها من ضباط الجيش الذين اتهموا بارتكاب انتهاكات حقوق الإنسان والفساد وتم الانتهاء من ذلك في عام 1993 بواسطة لجنة التوصيات المختصة.

### الشرطة المدنية الوطنية
أنشأت قوة الشرطة المدنية الجديدة لتحل محل قوات الأمن العام السابقة، ونشر أول ضباطها في مارس 1993، وأصبحت حاضرة في جميع أنحاء البلاد بحلول نهاية 1994. في عام 1999، أصبح عدد ضباط الشرطة هو 18,000 ضابط. واجهت الشرطة المدنية الوطنية الجديدة العديد من التحديات في بناء جديد تماما لقوة الشرطة، حيث شهدت السلفادور ارتفاع بشكل كبير للجرائم العادية منذ نهاية الحرب، وقد قتل أكثر من 500 ضابط من الشرطة المدنية الوطنية في وقت متأخر من 1998. أيضا، اعتقل عدد من ضباط الشرطة المدنية الوطنية رفيعي المستوى لاتهامهم بارتكاب جرائم، وأجريت عملية التخلص «التنقية» من الموظفين غير الصالحين من كل قوة الشرطة في أواخر 2000.

## هيئة حقوق الإنسان السلفادورية
في 26 أكتوبر 1987، اغتيل هربرت إرنيستو أنايا، رئيس هيئة حقوق الإنسان السلفادورية. أثار مقتله أربعة أيام من الاحتجاج السياسي – خلالها، عرضت جثتها في سفارة الولايات المتحدة ومن ثم، في مقر القوات المسلحة السلفادورية. قال الاتحاد الوطني للعمال السلفادوريين: أولئك الذين يتحملون مسؤولية هذه الجريمة هم خوسيه نابوليون دوارتي، سفارة الولايات المتحدة... والقيادة العليا للقوات المسلحة. في تقرير لجنة الحقائق في السلفادور، التي أنشئت كجزء من اتفاق سلام السلفادوري، ذكرت أنه لا يمكن التحديد على وجه اليقين ما إذا كانت فرق الموت، الجيش السلفادوري أو جبهة فارابوندو مارتي للتحرير الوطني مسؤولا عن وفاة أنايا.
علاوة على ذلك، احتجت جبهة فارابوندو مارتي للتحرير الوطني والجبهة الثورية الديمقراطية أيضا على اغتيال أنايا بوقف المفاوضات مع حكومة دوارتي في 29 أكتوبر 1987. في نفس اليوم، استقال ريني رولدان من لجنة المصالحة الوطنية، قائلا: قتل أنايا، اختفاء الزعيم العمالي سلفادور أوباو، وأحداث أخرى لا تبدو أنها حوادث فردية. إنها جميعها جزء من إضفاء الطابع المؤسسي على الإدارة. أثار اغتيال أنايا سخطا دوليا: من الحكومة الألمانية الغربية، الحزب الديمقراطي الاشتراكي الألماني الغربي، وطلبت الحكومة الفرنسية من الرئيس دوارتي توضيح ملابسات الجريمة. احتج الأمين العام للأمم المتحدة خافيير بيريز دي كوييار، منظمة العفو الدولية ومنظمات أخرى على غتيال القيادي في هيئة حقوق الإنسان السلفادورية.

## الدعاوى الدولية في ما بعد الحرب
سعت مجموعات للتحقيق أو تنفيذ عقوبات بحق أشخاص خلال الحرب وسعت لذلك بإشراك محاكم أخرى أجنبية. في عام 2008، اتصلت جمعية حقوق الإنسان الإسبانية في كاليفورنيا بمركز العدالة والمساءلة، وقدمتا بشكل مشترك دعوى قضائية في إسبانيا ضد الرئيس السابق كريستياني ووزير الدفاع السابق لاريوس في مسألة 1989 التي تتعلق بمقتل عدة كهنة يسوعيين، وخادمة منازل، مع ابنتها. جاء في الدعوى أن الرئيس ألفريدو كريستياني تستر عن عمليات القتل وشارك لاريوس في اجتماع لإعطاء الضوء الأخضر بقتلهم؛ طلبت هذه المجموعات من محكمة إسبانية بالتدخل على مبدأ الولاية القضائية العالمية بتهمة ارتكاب جرائم ضد الإنسانية.
بعد فترة طويلة من انتهاء الحرب، قامت محكمة اتحادية في الولايات المتحدة، بإصدار دعوى قضائية ضد اثنين من الجنرالات السلفادوريين يعتقد أنهما مسؤولان عن عمليات القتل في قضية «فورد مقابل غارسيا» الخاصة بمقتل عائلات راهبات ماريكنول، لكن خسرت; وجدت هيئة المحلفين أن الجنرال كارلوس أوجينيو فيديس كاسانوفا، القائد السابق للحرس الوطني ووزير الدفاع في عهد خوسيه نابوليون دوارتي، والجنرال خوسيه غويلرمو غارسيا— وزير الدفاع من 1979 إلى 1984، غير مسئولين عن عمليات القتل؛ ناشدت تلك العائلات المحاكم وخسرت وفي 2003، رفضت المحكمة العليا في الولايات المتحدة أن تقبل الاستئناف النهائي. في الحالة الثانية، كانت ضد نفس الجنرالات، ونجحت في نفس المحكمة الاتحادية; حيث حكم المدعين الثلاثة في قضية «روماغوزا مقابل غارسيا» بدفع 54 مليون دولار أمريكي كتعويض عن التعذيب من قبل الجيش خلال الحرب الأهلية في السلفادور.
يوم بعد أمر محكمة الاستئناف في أكتوبر 2009، وضعت إجراءات لمنع اثنين من الجنرالات من الهجرة، بإيعاز من أعضاء مجلس الشيوخ الأمريكي ريتشارد دوربين (ديمقراطي) وتوم كوبورن (جمهوري)، وفقا لمركز العدالة والمساءلة. توقفت هذه الإجراءات في مايو 2010. ومع ذلك; اعتقد واحد من المدعين أن وكالة المخابرات المركزية/وزارة الدفاع في الولايات المتحدة –تحمي هؤلاء–، مما سبب حرجا لوزارة العدل وللرئيس باراك أوباما.
أصدر القاضي الإسباني الذي أكد الاتهامات أوامر باعتقال بحق 20 عضوا سابقا من الجيش السلفادوري، بتهمة القتل، جرائم ضد الإنسانية والإرهاب، وطلب من وكالات الولايات المتحدة رفع السرية عن وثائق متعلقة بعمليات قتل كهنة، وخادمة منازل مع ابنتها لكن حرم من الوصول إليها. في تقريره، كتب القاضي فيلاسكو ما يلي:
«حددت الوكالات المسؤولة أنه توجد 3000 وثيقة أخرى ظلت سرية غير متوفرة; يقول المنطق أن هناك حاجة للخصوصية في حماية المصادر والطرق. العديد من الوثائق، من وكالة الاستخبارات المركزية ووزارة الدفاع، غير متوفرة…».

## معرض صور

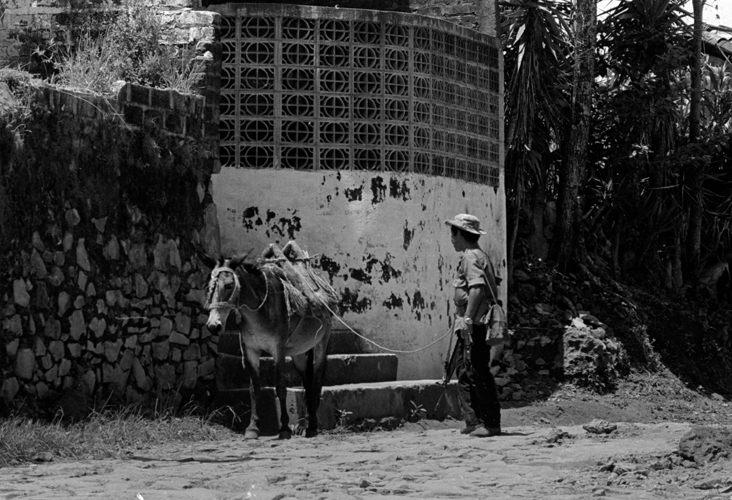
مقاتلين من الجيش الشعبي الثوري.
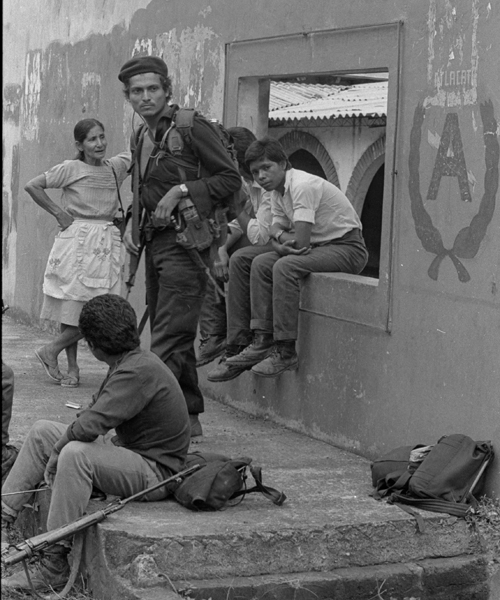
مقاتلين من الجيش الشعبي الثوري.
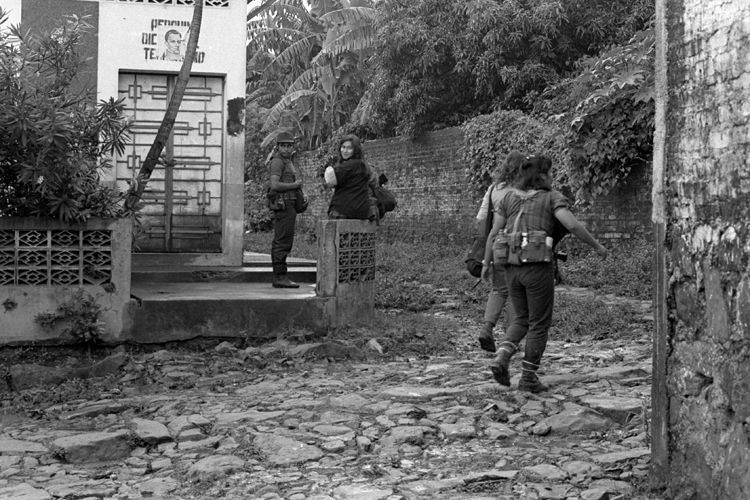
مقاتلين من الجيش الشعبي الثوري.

## للمزيد من القراءة

### كتب
- Americas Watch (1993). El Salvador's Decade of Terror: Human Rights Since the Assassination of Archbishop Romero. New Haven, London: Yale University Press. مؤرشف من الأصل في 2020-04-08.
- Bonner، Raymond (1984). Weakness and Deceit: U.S. Policy and El Salvador. New York, NY: Times Books. مؤرشف من الأصل في 2020-04-08.
- Commission on the Truth for El Salvador (1993). From Madness to Hope: The 12-Year War in El Salvador (PDF). UN Security Council. مؤرشف من الأصل (PDF) في 2013-02-01.
- Federal Research Division (1988). A Country Study: El Salvador. Washington, DC: US Library of Congress. مؤرشف من الأصل في 2015-05-05.
- Guzman، John (2011). Reflections behind the retina. United States: Xlibris. مؤرشف من الأصل في 2019-03-30. {{استشهاد بكتاب}}: تجاهل المحلل الوسيط |الرقم المعياري= لأنه غير معروف، ويقترح استخدام |ردمك= (مساعدة)
- LeoGrande، William M. (1998). Our Own Backyard: The United States in Central America, 1977-1992. Chapel Hill, NC: University of North Carolina Press. مؤرشف من الأصل في 2020-04-08.
- Montgomery، Tommie Sue (1995). Revolution in El Salvador: From Civil Strife to Civil Peace. Boulder, CO: Westview Press. مؤرشف من الأصل في 2020-04-08.
- Whitfield، Teresa (1995). Paying the Price: Ignacio Ellacuría and the Murdered Jesuits of El Salvador. Philadelphia, PA: Temple University Press. مؤرشف من الأصل في 2020-04-08.
- Binford، Leigh (1996). The El Mozote Massacre. University of Arizona Press.
- Wright، Barbara. White Hands (Novel Excerpt). Stony Brook, NY: Southampton Review, Vol. IV, No. 1, Spring 2010. مؤرشف من الأصل في 2011-09-17.
- Lafeber، Walter (1993). Inevitable Revolutions: The United States in Central America. New York City, NY: W. W. Norton & Company. مؤرشف من الأصل في 2020-04-08.
- Fish، Joe (1988). El Salvador: testament of terror. London: Zed Books. مؤرشف من الأصل في 2020-04-08.
- Carothers، Thomas (1993). In the Name of Democracy: U.S. Policy Toward Latin America in the Reagan Years. University of California Press. مؤرشف من الأصل في 2020-04-08.
- Lowenthal، Abraham (1991). Exporting democracy: the United States and Latin America : themes and issues. Johns Hopkins University Press. مؤرشف من الأصل في 2020-04-08.
- Anderson، Scott (1986). Inside the League: the shocking exposé of how terrorists, Nazis, and Latin American death squads have infiltrated the world Anti-Communist League. Dodd Mead. مؤرشف من الأصل في 2020-04-08.
- Grandin، Greg (2007). Empire's Workshop: Latin America, the United States, and the Rise of the New Imperialism. Holt Paperbacks. مؤرشف من الأصل في 2020-04-08.
- McClintock، Michael (1985). The American Connection: State Terror and Popular Resistance in El Salvador. Zed Books. مؤرشف من الأصل في 2020-04-08.
- McClintock، Michael (1992). Instruments of statecraft: U.S. guerrilla warfare, counterinsurgency, and counter-terrorism, 1940-1990. Pantheon Books. مؤرشف من الأصل في 2019-11-20.

### صحف ومجلات / أبحاث أكاديمية
- UNHCR Refworld search for FMLN
- Report of the Commission on the Truth for El Salvador (1993)
- CIA World Factbook on El Salvador
- UN General Assembly Resolution on the "Situation of Human Rights and Fundamental Freedoms in El Salvador"
- تقييم وكالة الاستخبارات المركزية لتهديد السلفادور في عام 1979 (اللغة الإنجليزية)

## وصلات خارجية
- Unrest in El Salvador من Dean Peter Krogh Foreign Affairs Digital Archives